# Rey Robinson
Reynaud Syverne „Rey“ Robinson (* 1. April 1952 in Fort Meade, Florida) ist ein ehemaliger US-amerikanischer Sprinter.
Am 1. Juli 1972 stellten bei den US-Trials in Eugene Eddie Hart und der 20-jährige Robinson den Weltrekord im 100-Meter-Lauf mit jeweils 9,9 Sekunden ein. Damit avancierten die beiden neben Walerij Borsow aus der Sowjetunion zu Mitfavoriten für die Olympischen Spiele in München.
Robinson gewann seinen Vorlauf in 10,56 Sekunden. Den ersten Zwischenlauf, in dem Robinson hätte antreten müssen, erlebten die US-Amerikaner im ABC-Fernsehstudio im olympischen Dorf, weil ihr Trainer Stan Wright den Zeitplan nicht kannte. Als die Amerikaner die Liveübertragung des ersten Zwischenlaufs sahen, eilten sie ins Stadion. Im zweiten Zwischenlauf hätte Hart antreten müssen, der aber nicht rechtzeitig eintraf. Der dritte US-Amerikaner Robert Taylor kam für den dritten Zwischenlauf rechtzeitig an den Start. Das Finale gewann dann Borsow souverän vor Taylor.
Während Hart mit der US-amerikanischen Mannschaft in der 4-mal-100-Meter-Staffel olympisches Gold gewann, wurde Robinson in der Stafette nicht eingesetzt.

## Bestzeiten
- 100 m: 10,26 s, 20. Juni 1976, Eugene (handgestoppt: 9,9 s, 1. Juli 1972, Eugene)
- 200 m: 20,4 s, 25. April 1970, Los Angeles